# Fort Gaines (Alabama)
Pour les articles homonymes, voir Fort Gaines.
Fort Gaines est un fort historique sur Dauphin Island (Alabama) aux États-Unis. Il a été nommé en l'honneur de Edmund Pendleton Gaines. Édifié en 1821, il est surtout connu pour son rôle dans la bataille de la baie de Mobile pendant la guerre de Sécession.

## Description
Y est exposé l'énorme ancre de l'USS Hartford, le navire amiral de David Farragut sur lequel il a lancé son ordre de renommée mondiale, Damn the torpedoes – full speed ahead! (Au diable les torpilles, en avant toute !). Le fort a conservé également les canons d'origine utilisés dans la bataille, cinq bâtiments en briques d'avant la guerre civile dans la cour intérieure, une forge et des cuisines opérationnelles, des systèmes de tunnels vers les bastions d'angle fortifiés et des caractéristiques similaires. Un musée détaille l'histoire de cette période, ainsi que la présence coloniale française à partir de la fin du XVIIe siècle. Le fort a été partiellement modernisé à l'occasion de la guerre hispano-américaine. C’est une destination touristique avec des visites et des événements de reconstitution historique. Le site est considéré comme l'un des forts de maçonnerie de l'époque de la guerre civile les mieux conservés du pays et a été inscrit au titre de National Historic Landmark.
D'importants dommages à la maçonnerie ont été subis lors d'ouragans et de tempêtes tropicales au cours de la dernière décennie. Bien que ces dommages aient été en grande partie réparés, le fort continue d'être menacé par l'érosion. Le fort se trouve à l’extrémité orientale de l'île Dauphin en vis-à-vis du Fort Morgan au bout de Mobile Point. Les deux forts protègent la passe de 5 kilomètres qui donne accès à la baie de Mobile.

## Galerie
|                                                           |
| En regardant vers le nord sur le côté sud du fort en 2010 |

|                                                          |
| En regardant vers le sud-ouest au-dessus du fort en 2008 |

|                           |
| Fort Gaines en avril 2002 |

|                                                               |
| L'ancre de l’USS Hartford, situé au centre du fort, juin 2012 |

|                  |
| Canon, août 2015 |

|                             |
| Enceinte du fort, août 2015 |

## Source
- (en) Cet article est partiellement ou en totalité issu de l’article de Wikipédia en anglais intitulé « Fort Gaines (Alabama) » (voir la liste des auteurs).